# 425 Cornelia
425 Cornelia è un asteroide della fascia principale del diametro medio di circa 63,85 km. Scoperto nel 1896, presenta un'orbita caratterizzata da un semiasse maggiore pari a 2,8854596 UA e da un'eccentricità di 0,0619005, inclinata di 4,05143° rispetto all'eclittica.
Il suo nome è probabilmente dedicato a Cornelia, matrona romana, figlia di Scipione l'Africano e madre di Tiberio e Gaio Gracco.